# Raymond Dart
Raymond Arthur Dart (Toowong, 4 de fevereiro de 1893 — Joanesburgo, 22 de novembro de 1988), conhecido só como Raymond Dart, foi um anatomista, antropólogo físico e paleontólogo australiano, que descreveu em 1924 uma nova espécie de hominídeo, o Australopithecus africanus, a partir dum crânio fóssil de Taungue na Bechuanalândia (atual Botsuana). Estudou na Universidade de Queenslândia e na Universidade de Sydney. De 1923 a 1958, lecionou como professor na faculdade de medicina da Universidade de Witwatersrand de Joanesburgo, onde foi criado em sua honra o Instituto para o Estudo da Humanidade na África.
Sua descoberta foi feita enquanto trabalhava com seus alunos no calcário de Taungue. Ofereceu uma recompensa aos estudantes que fizessem as descobertas mais interessantes e um deles o trouxe um molde endocraniano, que a princípio parecia ser um crânio de um primata. Após 73 dias de escavações, achou seu afamado, que pertencia a um infante que possuía três anos de idade quando morreu. O Australopitecus africanus, aventou, usava ferramentas de ossos longos de gazelas, antílopes e javalis, pois havia tais ossos junto ao crânio. Tal teoria, no entanto, ainda permanece inconclusiva, já que podia ser apenas resto de alimentos. A criança de Taungue tinha o cérebro do tamanho dum macaco, mas suas características dentárias e posturais são próximas às dos humanos. Seja como for, sua descoberta foi vista com desconfiança por vários estudiosos, inclusive os mentores de Dart, Grafton Elliot Smith e Arthur Keith.

## Trabalhos
- Dart R.A. (1925): Australopithecus africanus: The Man-Ape of South Africa. Nature, Vol.115, No.2884 (1925) 195-9 (the original paper communicating the Taung finding, in PDF format).
- Dart, R.A. (1953): "The Predatory Transition from Ape to Man." International Anthropological and Linguistic Review, 1, pp. 201–217.The publication does not exist on line, but in "http://www.users.miamioh.edu/erlichrd/vms_site/dart.html" there is a copy of the article.
- Dart, Raymond A. and Craig, Dennis (1959): Adventures with the Missing Link. New York: Harper & Brothers
- Fagan, Brian. The Passion of Raymond Dart. Archaeology v. 42 (May–June 1989): p. 18.
- Johanson, Donald & Maitland Edey. Lucy: The Beginnings of Humankind. New York: Simon & Schuster, 1990 ISBN 0-671-25036-1
- Murray, Alexander ed. (1996): Skill and Poise: Articles on skill, poise and the F. M. Alexander Technique.   Collection of Raymond Dart's papers. Hardcover, 192+xiv pages, b/w illustrations, 234 x 156 mm, index, UK, STAT Books.